# 5692 Shirao
Az 5692 Shirao (ideiglenes jelöléssel 1992 FR) a Naprendszer kisbolygóövében található aszteroida. Kin Endate,  Vatanabe Kazuró fedezte fel 1992. március 23-án.